# Фёдоровка (Семилукский район)
Фёдоровка — деревня в Семилукском районе Воронежской области России. Входит в состав Землянского сельского поселения.

## География
Деревня находится в северо-западной части Воронежской области, в лесостепной зоне, на правом берегу реки Сухая Верейка, на расстоянии примерно 43 км (по прямой) к северо-северо-западу (NNW) от города Семилуки, административного центра района. Абсолютная высота — 179 м над уровнем моря.
Часовой пояс
Деревня Фёдоровка, как и вся Воронежская область, находится в часовой зоне МСК (московское время). Смещение применяемого времени относительно UTC составляет +3:00.

## Население
| 2010 |
| ---- |
| 47   |

Гендерный состав
По данным Всероссийской переписи населения 2010 года, в гендерной структуре населения мужчины составляли 44,7 %, женщины — соответственно 55,3 %.
Национальный состав
Согласно результатам переписи 2002 года, в национальной структуре населения русские составляли 98 %.

## Улицы
Уличная сеть деревни состоит из двух улиц (ул. Лесная и ул. Советская).